# Panilla umbrifera
Panilla umbrifera là một loài bướm đêm trong họ Erebidae.